# Renault Wind Concept

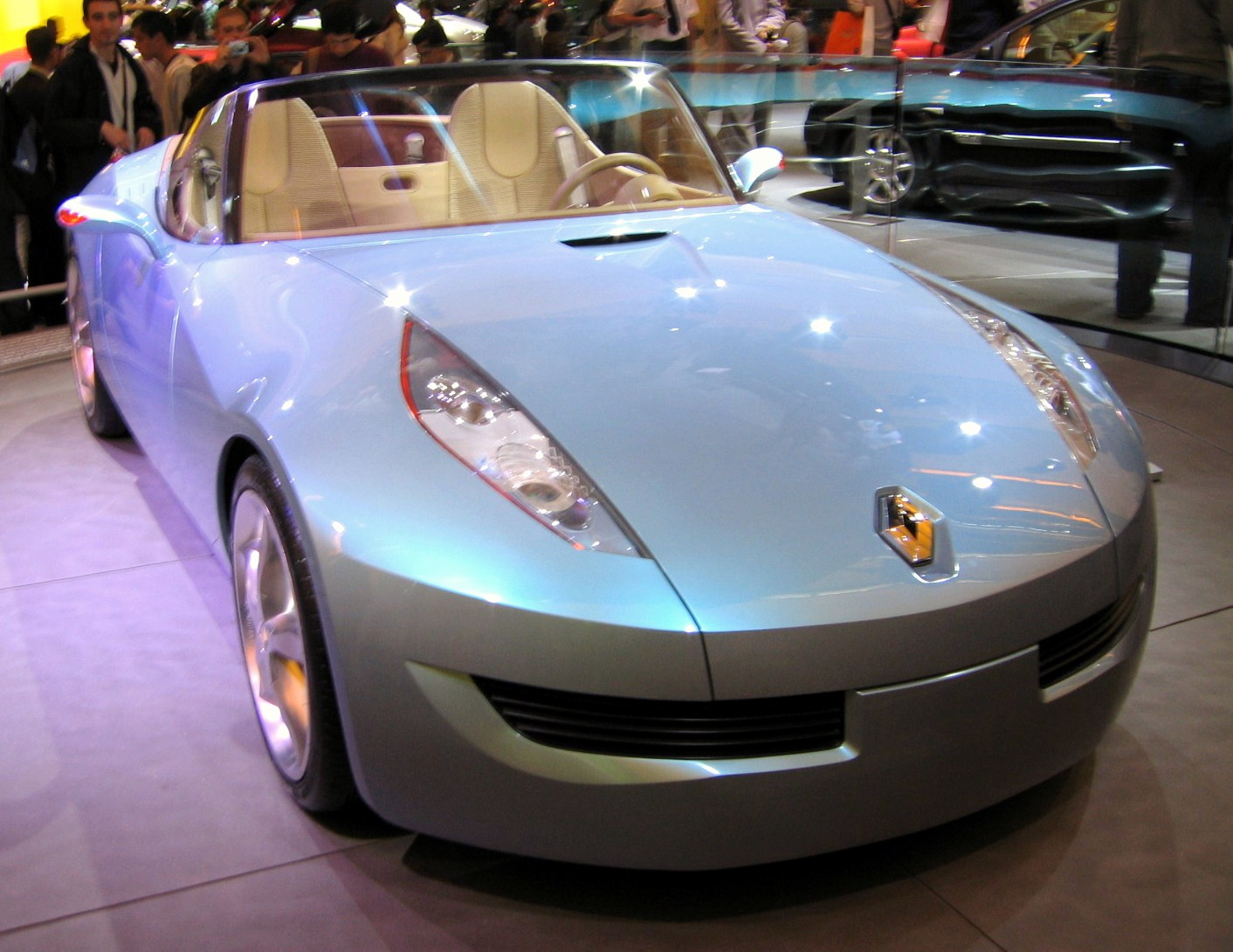
Présentation au Mondial de Paris 2004

Le Wind est un concept car présenté par le constructeur automobile français Renault au Salon international de l'automobile de Genève de 2004 puis au Mondial de l'automobile de Paris 2004.
Ce concept car d'exposition – qui a la particularité d'offrir trois places "en trèfle" (deux sièges à l'avant et un strapontin placé au centre derrière eux) – est une exploration pour l'éventuelle réalisation d'un petit cabriolet ludique qui aboutira quelques années plus tard − bien qu'il n'y a aucun point commun, sauf l'esprit ludique − au  petit coupé cabriolet biplace Renault Wind à toit rigide s’escamotant dans le coffre par rotation, entré en production en 2010 et vendu jusqu'en 2014.